# Jack Melchor
Jack Leon Melchor (6 de julio de 1925-5 de septiembre de 2015) fue un ingeniero y capitalista de riesgo estadounidense considerado una figura importante en la historia comercial temprana de Silicon Valley.

## Primeros años y educación
Nació en Mooresville, Carolina del Norte y creció en China Grove, Carolina del Norte. Durante la Segunda Guerra Mundial, participó en el Programa de Entrenamiento Universitario de la Marina V-12 y fue comisionado como alférez en la Armada de los Estados Unidos.
Después de la guerra, completó su Licenciatura en Ciencias y Maestría en Ciencias en Física de la Universidad de Carolina del Norte en Chapel Hill y recibió un doctorado de la Universidad de Notre Dame en 1953.

## Carrera
Después de completar su trabajo de doctorado, se mudó a California, donde comenzó a trabajar en Sylvania Electronic Defense Labs. En la década de 1950 estableció su propia empresa, Melabs, que vendió en 1960 después de desarrollar seis patentes de tecnología de microondas. Al año siguiente, fue contratado como presidente de Hewlett-Packard Associates, una subsidiaria de Hewlett-Packard.
Después de dejar Hewlett-Packard en 1968, se convirtió en un capitalista de riesgo centrado en la tecnología a través de su propia empresa. Descrito por Los Altos Town Crier como una «figura clave en los primeros días de Silicon Valley», se le atribuye haber iniciado o ayudado a financiar más de 100 empresas, incluidas 3Com, The Learning Company y Osborne Computer.
Se jubiló en 1980, pero volvió a trabajar poco después asesorando al gobierno británico en operaciones de riesgo, por lo que cobraba un salario nominal de una libra anual. Se retiró por última vez en 1990.
Fue becario del Instituto de Ingenieros Eléctricos y Electrónicos.

## Vida personal
Estuvo casado con su esposa, Norma (de soltera Bair), desde 1946 hasta la muerte de ella en 2012. Tuvieron cuatro hijos. Fue residente durante mucho tiempo de Los Altos, California.
Con Norma Melchor, Jack Melchor era un invitado habitual en Claridge's. La pareja se hospedó en el hotel de Londres anualmente durante un período de 40 años y fueron entrevistados en el documental de la BBC al respecto, Inside Claridge's.
Otorgó cátedras de física tanto en la Universidad de Carolina del Norte como en la Universidad de Notre Dame, y donó millones de dólares al Hospital El Camino, en el que el Pabellón Melchor fue nombrado en su honor. Fue un donante habitual de las campañas del Congreso de Tom Campbell. También se ofreció como voluntario como presidente de la asociación de padres de Montclaire School, como maestro del den de Cub Scouts y como miembro del Consejo Asesor de Ingeniería de la Universidad de Notre Dame. Fue nombrado «Los Altan del Año» en 2007 por el Los Altos Town Crier y recibió la mención del Centenario de la Ciencia de la Universidad de Notre Dame en 1967.